# Академия Национальной обороны Польши (1990—2016)
Академия Национальной обороны (польск. Akademia Obrony Narodowej (AON);  международное название - National Defense University) действовавшее в 1990 — 2016 годах польское государственное высшее гражданско-военное учебное заведение по подготовке высших командных кадров для Вооружённых Сил и гражданских специалистов в области наук о безопасности и обороноспособности. В 2016 году вместо неё создана Академия военного искусства.
В соответствии с постановлением Совета Министров  Польши от 21 мая 1990 года Академия Генерального штаба с 1 октября 1990 года  была переименована в Академию Национальной обороны.
В состав Академии входили:
- Факультет стратегическо-оборонный (польск. Wydział Strategiczno-Obronny);
- Факультет Сухопутных войск (польск. Wydział Wojsk Lądowych);
- Факультет Военно-воздушных сил и Противовоздушной обороны (польск. Wydział Wojsk Lotniczych i Obrony Powietrznej);
- Факультет Гуманитарных наук (польск. Wydział Nauk Humanistycznych). В состав Факультета Гуманитарных наук вошли офицеры ранее самостоятельных специализированных кафедр Академии Генерального штаба, а также часть преподавателей расформированной Военно-политической Академии.
В 1997 году в Академию на правах факультета был включён Военный исторический институт (польск. Wojskowy Instytut Historyczny).В 2001 году этот институт был ликвидирован с созданием вместо него Бюро исторических исследований (польск. Biuro Badań Historycznych), подчинённого Министру национальной обороны Польши.
В середине 90-х годов XX века преподавательская деятельность Академии вышла за сферу обороны, предоставляя для гражданских студентов новые направления для обучения в сферах экономики, истории, управления. Это привело к ситуации, когда число гражданских студентов явно превосходило число студентов военных. В 2007 году в Академии были созданы Факультет менеджмента и управления (польск. Wydział Zarządzania i Dowodzenia) и Факультет Национальной безопасности (польск. Wydział Bezpieczeństwa Narodowego).
Академия проводила исследования в области наук об обороноспособности, охватывающих проблемы: стратегии, оперативного искусства и тактики сухопутных войск, авиации и ПВО, а также гуманитарных и экономических. Исследовательские работы имели прогностический характер. Академия участвовала в научных исследованиях по линии НАТО.    

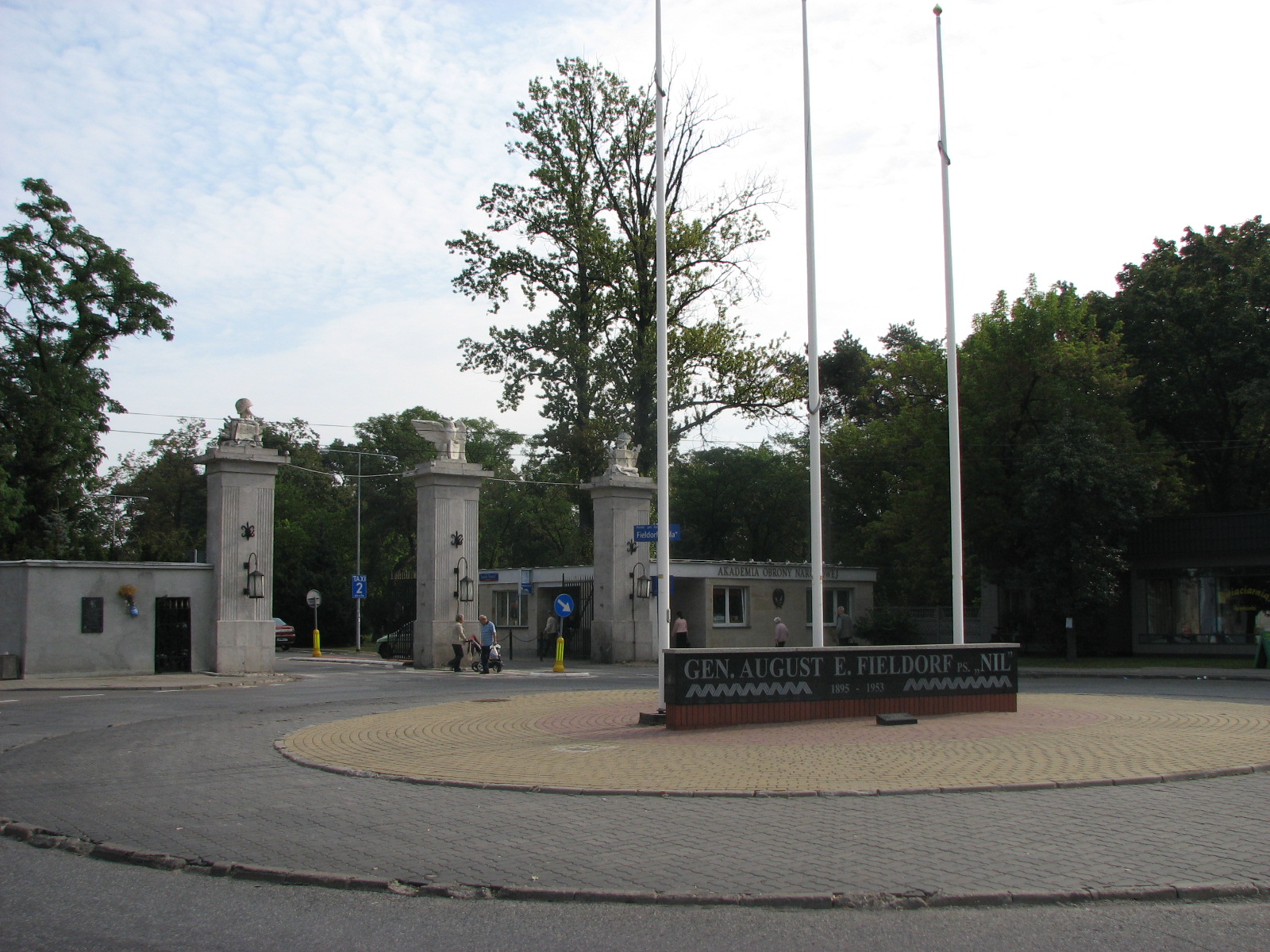
Ворота на въезде в Академию

Академия сотрудничала с высшими учебными заведениями других армий: Германии, Чехии, Словакии, Венгрии, Дании, Австрии, Швеции, Франции и США. Вуз поддерживал также контакты с центрами обучения Литвы, Украины, Греции, Испании, Японии, Китая, Южной Кореи, Индии, Пакистана и Саудовской Аравии.
Академия обучала студентов в программах обучения  трёх степеней (от бакалавра до доктора).Важную роль в деятельности Академии играла аспирантура в области обороноспособности государства, образования, обороны и кризисного управления, информационной безопасности и управления авиацией.
Академия обучала гражданских специалистов   в интересах обороны государства, в частности, представителей парламента, органов государственной власти и местного самоуправления. В каждом учебном году около 250 слушателей училось на открытых в Академии Высших оборонных курсах.
30 сентября 2016 года в соответствии с законом от 20 мая 2016 года о создании Академии военного искусства, Академия Национальной обороны была ликвидирована, а вместо неё создана Академия военного искусства (польск. Akademia Sztuki Wojennej (ASzWoj).